# Albalate del Arzobispo
Albalate del Arzobispo es una localidad y municipio de la provincia de Teruel en la comunidad autónoma de Aragón, España. Su población es 1933 habitantes (INE 2024).

## Geografía
Albalate del Arzobispo es la capital cultural de la comarca del Bajo Martín y dista 136 km de Teruel. Emplazada en el piedemonte de la sierra de Arcos en la orilla izquierda del Martín, está a 342 m sobre el nivel del mar.
Tiene una temperatura media anual de 13,9 °C y una precipitación anual de 376 mm.

## Toponimia
El término Albalate proviene del árabe al-balat, «el camino», y el predicado deviene de su antigua pertenencia al arzobispado de Zaragoza.

## Historia

### Prehistoria
El arte rupestre en la localidad se halla representado por dos abrigos situados en un cortado sobre el río Martín, denominados «Los Estrechos» y «Los Chaparros». El primero contiene veinticinco figuras en rojo y negro, de carácter esquemático y subnaturalista, destacando una figura femenina con el sexo marcado y la cabeza radiada.
El segundo muestra sesenta figuras distribuidas en tres grupos, unas de arte levantino clásico y otras de estilo subnaturalista. Dentro del conjunto, sobresale un grupo de figuras esquemáticas en rojo claro, formado por seis individuos cogidos de la mano en actitud de danza.
Del Eneolítico existen numerosos yacimientos, como los del Olivar de Macipe, la cueva Negra, la Caraza, la Tarranclera, el Subidor y la Senda de la Algecira. El Olivar de Macipe es una cueva sepulcral excavada en la roca con forma rectangular, que acogía dos esqueletos humanos, cerámica, un hacha pulimentada y una punta de flecha. El Subidor es también una cueva sepulcral, en la cual se hallaron dos cráneos completos así como otros huesos humanos. Ambos yacimientos se encuentran en el barranco de la Hoz, cercano a la población.

### Edad Antigua
Hay notable abundancia de restos romanos en el término municipal. Así, son frecuentes las cerámicas campanienses de la época republicana. La propia villa encierra restos de sus viejas murallas. El yacimiento ciudadano queda delimitado por Cabezo Cantalobos, San José, cerro de las Abejas y el río Martín. Parece que existieron varios columbarios, reutilizados luego, en lo alto del Cabezo Cantalobos, donde debió haber una necrópolis.

### Las Lastras de San José
Al lado de la ermita de San José comienza el recorrido bien señalizado de la Ruta de las Lastras (PR TE-97), recorriendo una plataforma rocosa a modo de piedras lisas. En esta ruta se puede observar zonas con cazoletas y canalículos excavados en la roca, cuya misión se desconoce. También hay otras canalizaciones con utilidad práctica, puesto que se trata de canales profundos que desaguan en bancales para riego natural, o en pozos o aljibes destinados a almacenar el agua.
Junto a esto convive un complejo de sepulcros antropomorfos visigodas-medievales. Los enterramientos más antiguos se han datado entre el 530-598. 

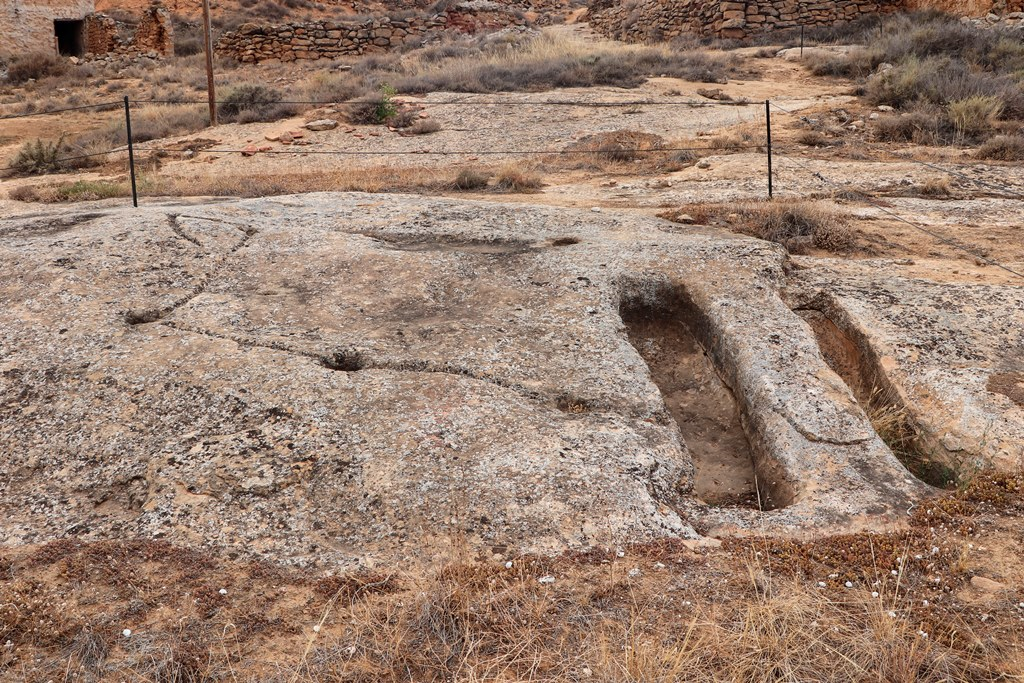
Tumbas antropomorfas con canalículos y cazoletas
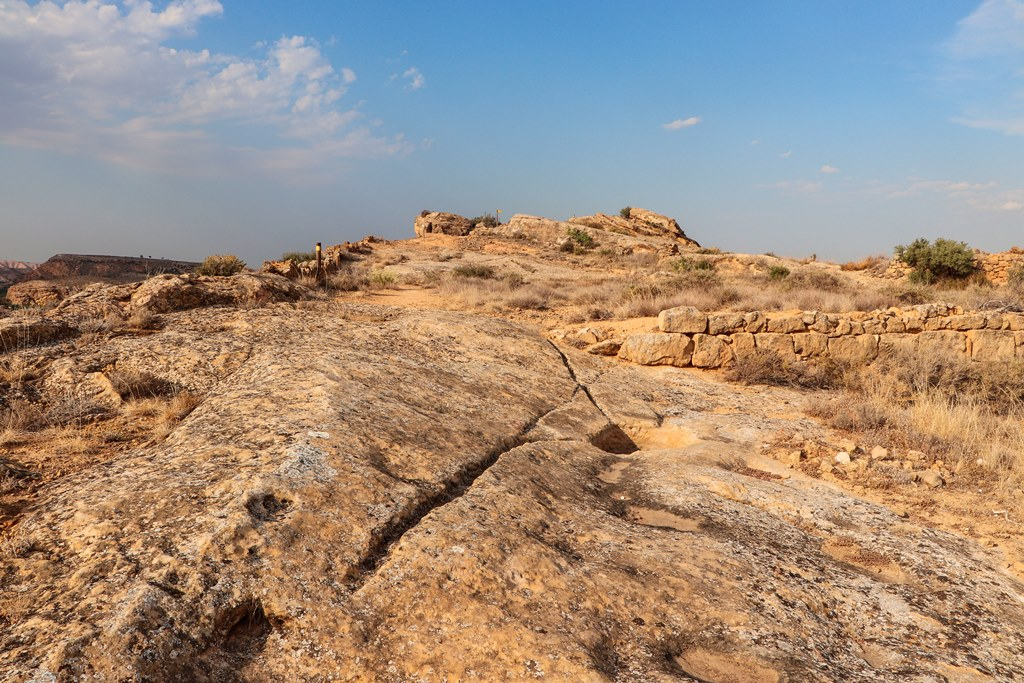
Canales y pozos
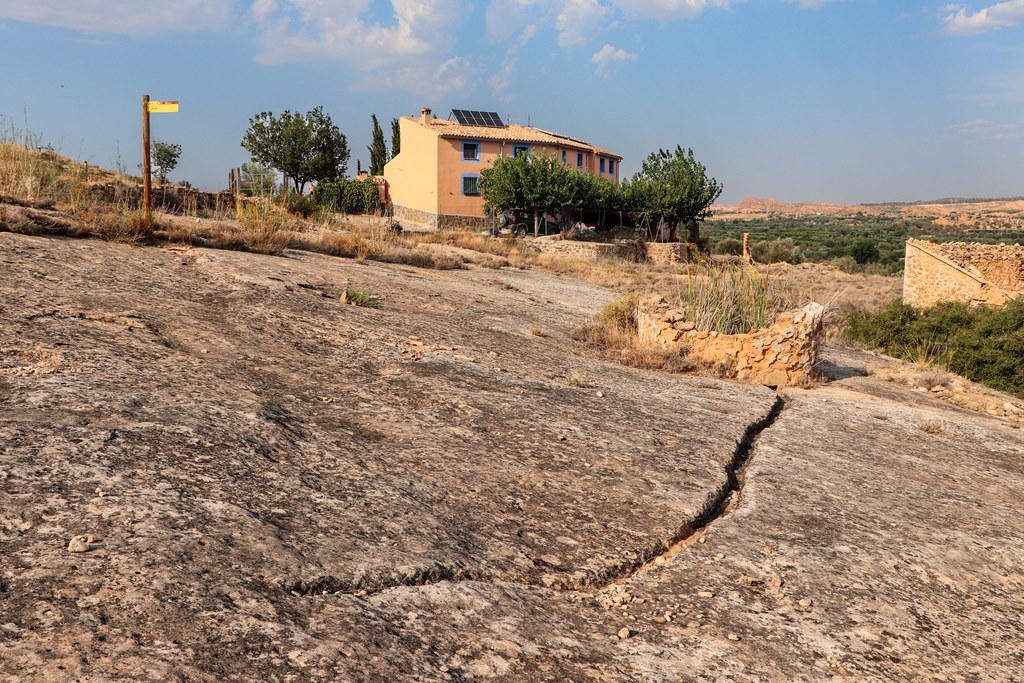
Aljibe con canales

### Edad Media
Aunque el pueblo de Albalate tiene origen árabe, se conservan pocos datos de la dominación musulmana. La estructura del pueblo —en cuesta y con calles estrechas— es la mayor herencia de esa época. Se conservan restos de una muralla de difícil datación y los cimientos del castillo.
La reconquista de la localidad fue llevada a cabo por Ramón Berenguer IV, quien en 1149 donó la villa y el castillo de Albalate al obispo Bernardo de Zaragoza. A partir de ese momento y durante más de seis siglos, Albalate estuvo incorporada a la mitra zaragozana. En 1205, Pedro II concedió mercado semanal. Los dominios de Albalate fueron ampliándose en época medieval, llegando a estar formados por Albalate, Andorra, Almochuel, Arcos —hoy desaparecido—, Ariño y El Cardadal. En 1318 la villa empezó a ser conocida como Albalate del Arzobispo y comenzó a edificarse el castillo gótico que luego se convertiría en residencia arzobispal y almacén. Debió de ser un núcleo importante en la zona, como lo pone de manifiesto la existencia de una judería.
La aljama de judíos de la villa fue repoblada en el año 1400 bajo la protección de García Fernández de Heredia, arzobispo de Zaragoza, probablemente con judíos huidos de otras zonas castigadas por las persecuciones de 1391. Se les permitió erigir sinagoga y elegir un lugar para enterrar a sus muertos. También se les asignó un baile o merino para que los gobernase y protegiese. Es posible que con esta medida el arzobispo de Zaragoza tratase de solucionar el excesivo endeudamiento del concejo de la villa años atrás.

### Edad Moderna y Contemporánea
Durante los siglos XV y XVI se edificó la nueva iglesia de la Asunción, sobre los restos de una anterior de la que se conserva la torre, así como la ermita de la Virgen de Arcos. En la Guerra de Sucesión, Albalate apoyó al futuro monarca Felipe V, por lo que obtuvo las tres flores de lis que adornan su escudo.

Versión del escudo de Albalate del Arzobispo basado en documentos en papel.

En el siglo XVIII se construyó el puente y la iglesia de San José. Asimismo, grupos ilustrados introdujeron una nueva variedad de olivo que iba a tener una gran aceptación: el empeltre.
El 21 de marzo de 1836, las fuerzas carlistas de Cabrera unidas a las de Quílez sostuvieron en las inmediaciones de Albalate una escaramuza con las tropas gubernamentales del coronel Churruca. En el transcurso de esta primera guerra carlista, la villa fue hostigada en repetidas ocasiones por los seguidores del pretendiente carlista.
Pascual Madoz, en su Diccionario geográfico-estadístico-histórico de España de 1845, indica que Albalate:

Cuenta con 926 casas, en lo general de dos pisos y con pocas comodidades; pero hay bastantes de regular construcción y buena distribución interior; forman varias calles y tres plazas, estas capaces y de agradable aspecto, y aquellas angostas y mal empedradas.

Menciona también la existencia de hasta 80 masías y parideras en su término municipal, así como de «canteras muy abundantes de piedras jaspes de diferentes colores».
En tiempos más recientes, la villa fue duramente castigada por la Guerra Civil, que aunque no causó daños materiales significativos, produjo gran mortandad. A partir de la década de 1950 se produjo un importante descenso de la población del municipio debido a la emigración, principalmente a Zaragoza y Cataluña.

## Demografía
Albalate cuenta con una población de 1933 habitantes (INE 2024).
| Gráfica de evolución demográfica de Albalate del Arzobispo entre 1842 y 2021                                                                                  |
| |
| Población de derecho según los censos de población del INE Población de hecho según los censos de población del INEEn este censo se denominaba Albalate: 1842 |

Por el fogaje de 1495, censo ordenado por Fernando el Católico, se sabe que Albalate del Arzobispo era una importante población de 238 «fuegos» u hogares —lo que equivale a más de 1000 habitantes—, no mucho menor que Teruel (392 fuegos) o Caspe (295 fuegos).
En el censo de España de 1857, Albalate tenía 4354 habitantes, por lo que en ese momento era el tercer núcleo más poblado de la provincia de Teruel, después de la capital y de Alcañiz. La población del municipio se mantuvo estable en la primera mitad del siglo XX —4220 habitantes en 1900 y 4256 en 1950— para luego ir disminuyendo hasta los 2283 habitantes en 2000. En 2020, su población era de 1972 habitantes (INE).

## Administración y política
| Período   | Alcalde                     | Partido | Partido |
| --------- | --------------------------- | ------- | ------- |
| 1979-1983 | Emilio Alcaine Félix        | UCD     |         |
| 1983-1987 | Antonio del Río Macipe      | PSOE    |         |
| 1987-1991 | Isidro Sanz Carnicer        | PSOE    |         |
| 1991-1995 | José María Serrano Pomed    | PSOE    |         |
| 1995-1999 | Alfredo Martínez Villavieja | PP      |         |
| 1999-2003 | Antonio Fustero Alfranca    | PSOE    |         |
| 2003-2007 | Antonio del Río Macipe      | PSOE    |         |
| 2007-2011 | Antonio del Río Macipe      | PSOE    |         |
| 2011-2015 | Antonio del Río Macipe      | PSOE    |         |
| 2015-2019 | Antonio del Río Macipe      | PSOE    |         |
| 2019-2023 | Isabel Arnas Andreu         | PP      |         |

| Partido político    | Partido político                                   | 2003   | 2007   | 2011   | 2015   | 2019   |
| Partido político    | Partido político                                   | Ediles | Ediles | Ediles | Ediles | Ediles |
|                     | Partido de los Socialistas de Aragón (PSOE-Aragón) | 6      | 6      | 6      | 7      | 5      |
|                     | Partido Popular de Aragón (PP)                     | 3      | 2      | 3      | 3      | 4      |
|                     | Partido Aragonés (PAR)                             | 1      | 0      | 1      | 1      | 0      |
|                     | Ciudadanos (CS)                                    | —      | —      | —      | —      | 2      |
|                     | Chunta Aragonesista (CHA)                          | —      | 3      | 1      | —      | —      |
|                     | Izquierda Unida (IU)                               | 1      | —      | —      | —      | —      |
| Total de concejales | Total de concejales                                | 11     | 11     | 11     | 11     | 11     |

## Cultura

### Patrimonio
El casco urbano de Albalate del Arzobispo, catalogado como conjunto histórico-artístico, está compuesto por callejuelas estrechas y empinadas.

#### Arquitectura religiosa

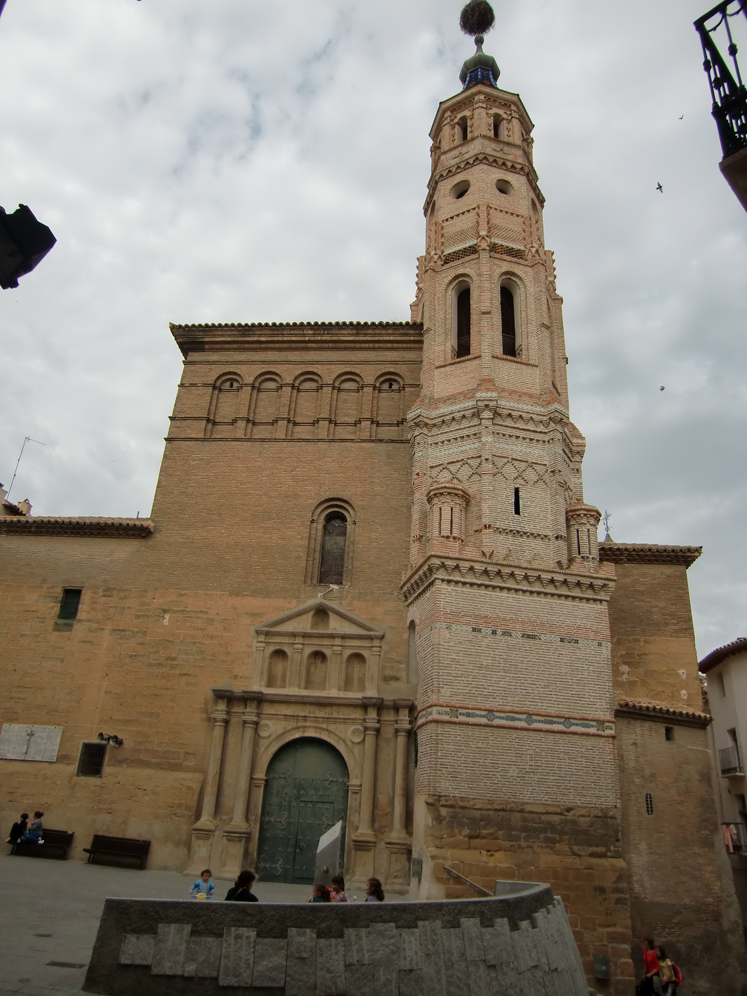
Iglesia de la Asunción,. La torre, orientada al SE, es medieval

La iglesia parroquial de Nuestra Señora de la Asunción es un templo del siglo XVI de estilo gótico renacentista, edificado en el mismo lugar en que se encontraba una iglesia anterior que fue demolida. Del edificio original se conserva la torre mudéjar cuya orientación difiere ligeramente respecto al nuevo templo. La parte inferior de la torre es de planta cuadrada, mientras que la superior es octogonal. La fábrica de la iglesia es de piedra sillar hasta la mitad de la altura de los muros, donde esta es sustituida por ladrillo. Su planta consta de tres naves de cuatro tramos cada una y cabecera recta con dos estancias laterales, todo ello cubierto con bóvedas de crucería estrellada.
Otro edificio eclesiástico en el casco urbano —antiguamente extramuros— es el Convento de Santa Ana.
Fue convento de monjas franciscanas hasta la desamortización, siendo posteriormente ocupado por la comunidad de monjas de Santa Ana.
Su iglesia es de una sola nave cubierta mediante bóveda de medio cañón con lunetos. Al exterior presenta un sobrio volumen de mampostería y sillería, con cornisa de ladrillo en esquinillas.

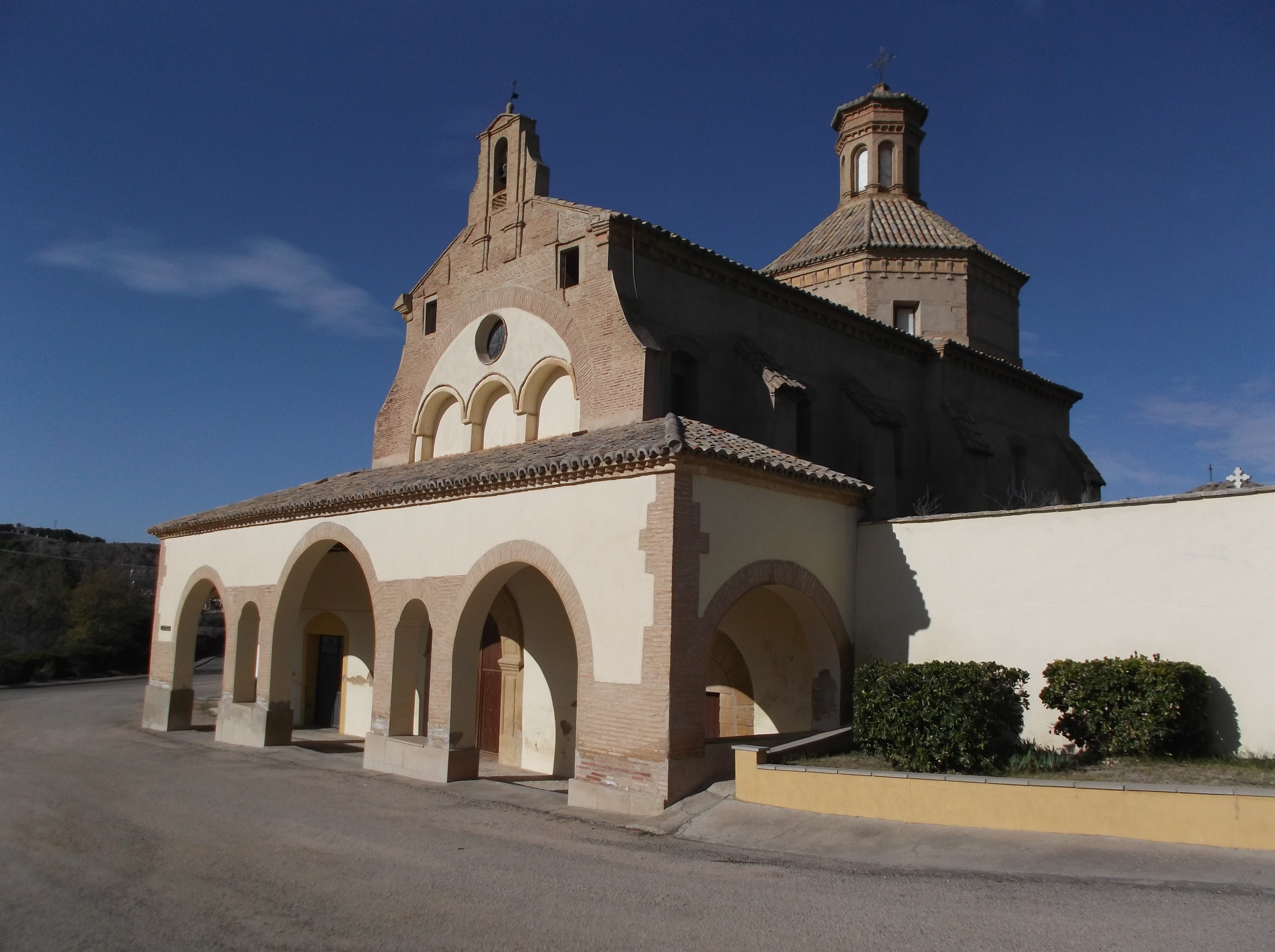
Iglesia de San José

Otra iglesia, bajo la advocación de San José, está situada cerca del cementerio. Consta de nave única dividida en tres tramos, con un cuarto tramo, que ejerciendo funciones de crucero, acoge el altar mayor.  Lo más destacable del templo es el interior de su bóveda, decorada con altorrelieves de yeso de representaciones figuradas. Al exterior, la iglesia presenta factura agradable y proporcionada, estando dominado el conjunto por un cimborrio octogonal con una esbelta linterna de ladrillo.
La localidad cuenta también con la ermita del Calvario, en las Canterías, y al este, con la de Santa Bárbara; esta última se encuentra en ruinas y tan solo se conservan los muros.

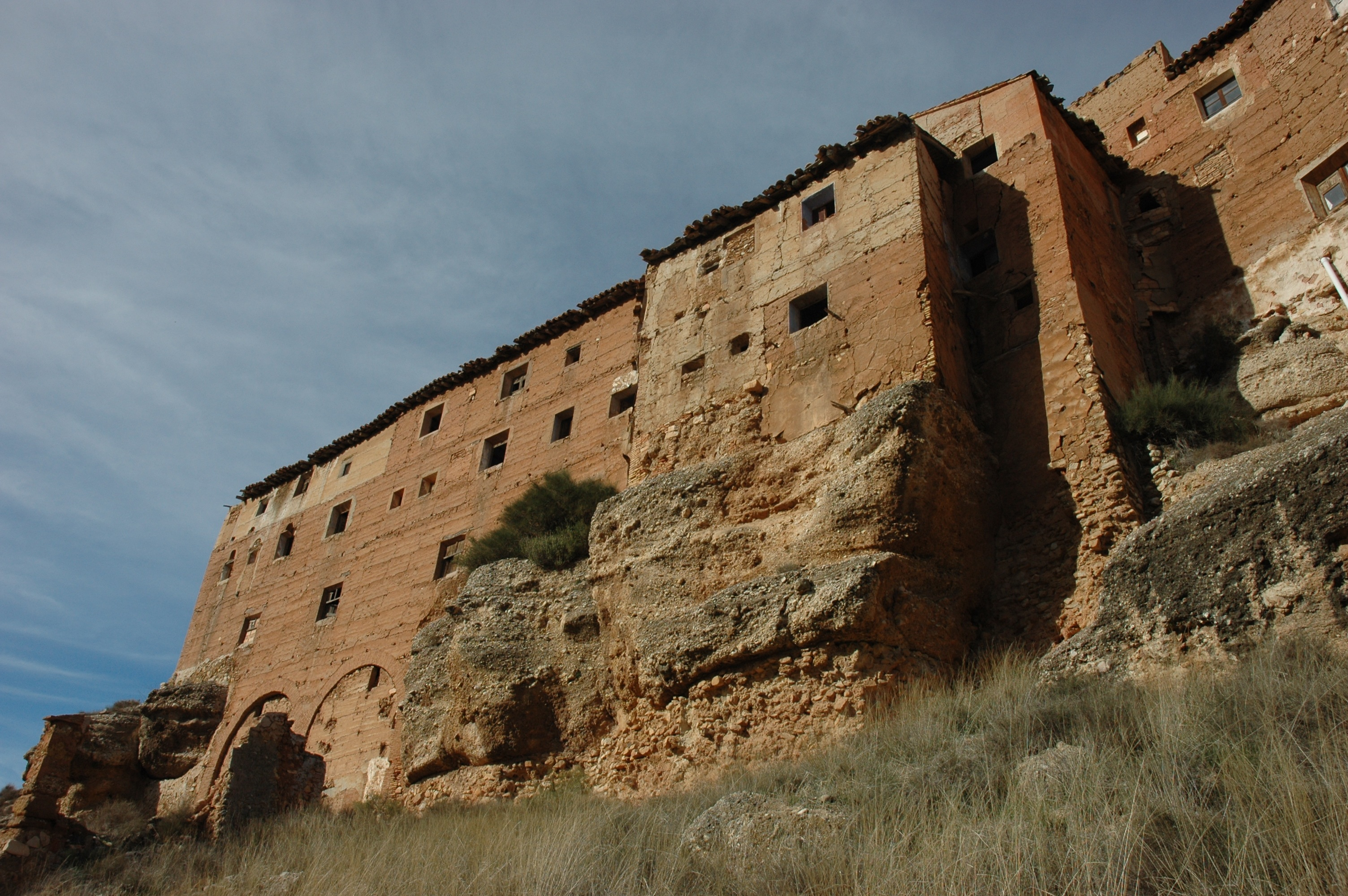
Santuario de la Virgen de Arcos, patrona de Albalate.

Distante diez kilómetros de la villa, el Santuario de la Virgen de Arcos se yergue sobre un promontorio rocoso de la sierra de Arcos, en medio de un abrupto paisaje surcado por el río Martín. En realidad es un complejo de edificios entre los que destacan la iglesia y la hospedería. La iglesia es una construcción barroca, de ladrillo y mampostería, del siglo XVII. Dividida en dos partes por un cancel, la primera parte está formada por tres naves, la nave central cubierta por bóveda de arista y las laterales por bóveda de cañón con lunetos. La segunda parte la forma la capilla mayor, situada a distinto nivel, posee planta cuadrada y se cubre con una gran cúpula semiesférica. La imagen de la Virgen de Arcos se perdió durante la Guerra Civil.
El santuario perdura como único vestigio de la desaparecida localidad de Arcos.

#### Arquitectura civil
Coronando el casco urbano de Albalate se alza el Castillo-Palacio Episcopal, obra de los siglos XIII y XIV. Aunque no es segura su fecha de construcción, esta pudo realizarse entre 1297 y 1314. Es de tipo castillo-residencia, ya que su función fue más de residencia de los mitrados zaragozanos que defensiva. De planta rectangular, está realizado en sillería y consta de dos plantas, estando orientada la fachada principal hacia el sur. Los ventanales del piso superior, que corresponden a la capilla del castillo, presentan ornamentación de tipo gótico a base de motivos lobulados. La torre que se alza sobre la capilla es más moderna, del siglo XVI.
La casa consistorial del municipio está emplazada frente a la iglesia. Es un edificio de corte clasicista dividido en tres plantas de altura más un ático. La planta baja cuenta con lonja de dos arcos de medio punto y uno lateral, que sirve de acceso al mismo; entre los dos arcos que forman la lonja se encuentra el escudo de Albalate en alabastro. El segundo piso presenta un balcón corrido al que se accede por tres puertas enmarcadas de un frontón triangular.

### Fiestas
- Semana Santa, incluida en la ruta del tambor y el bombo. Su vía crucis está considerado uno de los más bonitos de la ruta.
- El lunes de Cuasimodo, se realiza una romería al Santuario de Arcos.
- Del 24 al 28 de septiembre tienen lugar las fiestas patronales en honor de la Virgen de Arcos.

## Personas notables
- Mosén Juan Löpez de Sessé (?-1396). Justicia de Aragón, integrante de la comisión para formar la unión del Reino de Aragón en tiempos de Pedro IV el Ceremonioso.
- Juan José Gárate (1870-1939). Pintor cuya obra aborda costumbres, retratos y paisajes. Cultivó el tema regional en su versión más costumbrista y el paisaje de rincones típicos y embellecedores de Aragón.
- Román García Gárate (1877-1966). Maestro y escritor, primo del anterior.
- Pascuala Sancho Pellicero (1912-2008). Bailadora de jotas. Fue pareja del extraordinario Alfonso Zapater, conquistando con él los primeros premios de 1927, 1932 y 1939, el premio extraordinario de 1928 y el gran premio de 1929, en el certamen oficial de Zaragoza. Bailó además con Santos Fernández, obteniendo con él el primer premio de 1930 y 1931.[21] Posee, junto con otros artistas, el monumento a la jota[22] en una de las plazas del municipio.
- Joaquín Baringo Rosinach (1922-1987). Farmacéutico y analista.
- Alfonso Zapater (1932-2007). Escritor cuya producción abarca géneros tan variados como novela, teatro, ensayo y poesía. En 1981 fue finalista del Premio Nadal con El accidente.
- Jesús Gómez «El Alba» (n. 1947), torero. En 1972 triunfó en la Feria del Pilar y consiguió el trofeo «Corona de Aragón» al torero más destacado en dicha feria.